# Nicole Deitelhoff

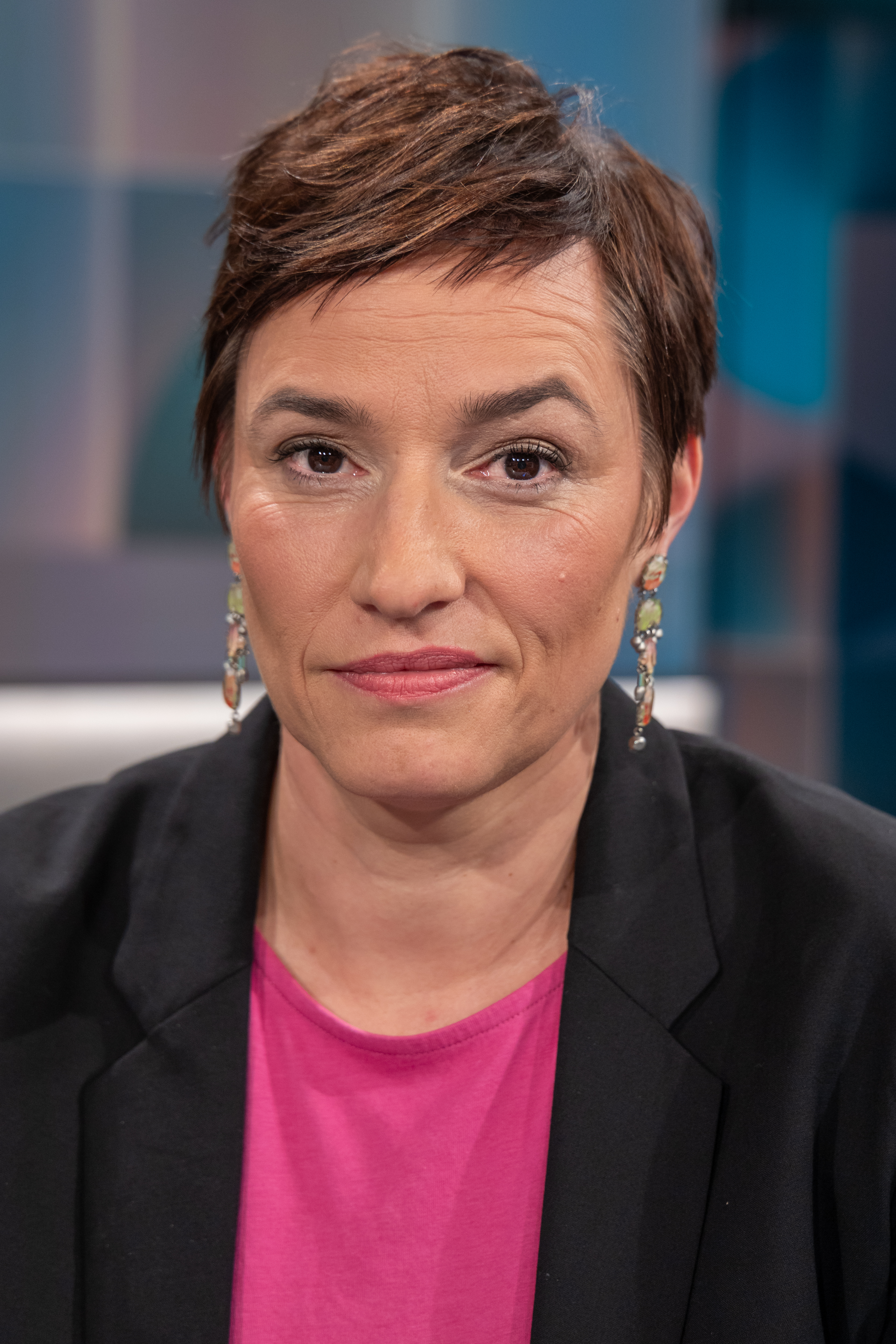
Nicole Deitelhoff, im November 2024 in der ARD-Sendung Hart aber fair

Nicole Deitelhoff (* 28. August 1974 in Eutin) ist eine deutsche Politikwissenschaftlerin. Sie ist Professorin an der Goethe–Universität in Frankfurt am Main und darüber hinaus seit 2016 Leiterin des Leibniz-Instituts für Friedens- und Konfliktforschung.
Seit Beginn des russischen Krieges in der Ukraine im Jahr 2022 trat Deitelhoff vermehrt als Expertin bei öffentlichen Debatten und als außenpolitische Beraterin der Bundesregierung in Erscheinung.

## Leben

### Berufliche Laufbahn
Nicole Deitelhoff studierte Politik-, Rechts- und Wirtschaftswissenschaften an der Technischen Universität Darmstadt, bevor sie 1997/1998 den Masterstudiengang Political Science an der State University of New York at Buffalo absolvierte. Im Jahr 1998 erwarb sie den Abschluss Master of Arts. Anschließend war sie bis 2001 Mitarbeiterin des Bundestagsabgeordneten Walter Hoffmann (SPD) und in seinem Team für die Themen Bildung und Forschung sowie Außenpolitik zuständig.
Von 2000 bis 2001 war Deitelhoff Stipendiatin der Hessischen Landesgraduiertenförderung, in den vier darauffolgenden Jahren Stipendiatin des Peace Research Institute Frankfurt – Leibniz-Institut für Friedens- und Konfliktforschung (PRIF). Die Promotion zur Dr. phil. an der TU Darmstadt erfolgte im Jahr 2004.
Im Anschluss an das Promotionsstipendium blieb Deitelhoff bis 2009 dem PRIF als Wissenschaftliche Mitarbeiterin verbunden. Im gleichen Zeitraum war sie Wissenschaftliche Mitarbeiterin am Zentrum für interdisziplinäre Technikforschung (ZIT) an der TU Darmstadt. Seit 2016 ist sie Geschäftsführendes Vorstandsmitglied des PRIF.
Nach einer Vertretungsprofessur am Institut für Interkulturelle und Internationale Studien (InIIS) der Universität Bremen im Jahr 2008 sowie einer Forschungsprofessur im Bremer Sonderforschungsbereich 597 „Staatlichkeit im Wandel“ wurde sie 2009 zur Professorin für „Internationale Beziehungen und Theorien globaler Ordnungspolitik“ am Fachbereich für Gesellschaftswissenschaften der Johann-Wolfgang-Goethe-Universität in Frankfurt am Main berufen. Daneben leitete Deitelhoff die Forschergruppe „Globale Verhandlungen – Regionale Dynamiken“ des PRIF.
Von 2010 bis 2011 war sie Gastprofessorin an der Hebräischen Universität in Jerusalem, 2011 zudem Gastforscherin am Center for European Studies der Harvard University. Im Jahre 2012 war sie Gastforscherin an der University of Hawaii at Manoa.
Von 2009 bis 2017 gehörte Nicole Deitelhoff dem Beirat der Zeitschrift Leviathan an. Sie war von 2015 bis 2018 zusammen mit Christopher Daase Geschäftsführende Herausgeberin der Zeitschrift für Internationale Beziehungen.
Deitelhoff war Mitglied des Direktoriums und Principal Investigator des von 2007 bis 2019 existierenden Exzellenzclusters Die Herausbildung normativer Ordnungen an der Universität Frankfurt. Aus dem Exzellenzcluster ging der Forschungsverbund „Normative Ordnungen“ der Universität Frankfurt hervor; Sprecher des Forschungsverbunds sind Deitelhoff und Rainer Forst.
Seit 2020 ist Deitelhoff Geschäftsführende Sprecherin des Forschungsinstituts Gesellschaftlicher Zusammenhalt.
2023 erhielt sie eine LOEWE-Spitzenprofessur, die an der Goethe-Universität in Frankfurt/Main und am PRIF angesiedelt ist und mit einer Forschungsförderung in Höhe von 1,8 Millionen Euro verbunden ist.
Sie trat 2023 und 2025 unter anderem in den Talkshows Anne Will und Maybrit Illner und Caren Miosga auf.
Deitelhoff ist externe Beraterin des Beirates des Studiengangs Master of Intelligence and Security Studies.

### Positionen
Im Zusammenhang mit der Neuorientierung der Außenpolitik der SPD nach dem russischen Überfall auf die Ukraine 2022 wurde sie als Expertin herangezogen. Sie tritt für eine illusionslose Einbeziehung der Interessen Russlands in das neue Sicherheitskonzept des Westens ein. Anfang 2023 zeigte sie sich in der Öffentlichkeit skeptisch im Hinblick auf die Hoffnung auf eine schnelle militärische Entscheidung des Ukraine-Kriegs. Gegenüber Forderungen nach sofortigen Friedensverhandlungen und einem Ende der westlichen Waffenlieferungen an die Ukraine, wie sie etwa im Zusammenhang mit dem Manifest für Frieden ab Februar 2023 zu Gehör gebracht wurden, stellte sie klar, dass diese Option eine rasche militärische Niederlage der Ukraine bedeuten würde und Russland seine Ziele dann ungehindert umsetzen könnte, sodass eine unabhängige Ukraine verloren wäre. Deshalb brauche es weiterhin maximalen Druck auf die russische Seite, damit dort überhaupt eine ernsthafte Verhandlungsbereitschaft entstehen könne.

### Familie
Nicole Deitelhoff ist mit dem Politologen Christopher Daase verheiratet und hat mit ihm drei Kinder.

## Auszeichnungen
- 2008: Heinz Maier-Leibnitz-Preis der Deutschen Forschungsgemeinschaft[13]
- 2017: Schader-Preis der Schader-Stiftung[14]

## Schriften (Auswahl)

### Monographien
- Überzeugung in der Politik: Grundzüge einer Diskurstheorie internationalen Regierens. Suhrkamp,  Frankfurt am Main 2006, ISBN 978-3-518-29421-5 (zugleich Dissertationsschrift. Technische Universität Darmstadt).
- Mit Michael Zürn: Lehrbuch der Internationalen Beziehungen. Per Anhalter durch die IB-Galaxis. C.H. Beck, München 2016, ISBN 978-3-406-65439-8.

### Herausgeberschaften
- Mit Jens Steffek: Was bleibt vom Staat? Demokratie, Recht und Verfassung im globalen Zeitalter. Campus, Frankfurt am Main/New York 2009, ISBN 978-3-593-39017-8.
- Mit Christopher Daase, Ben Kamis, Jannik Pfister, Philip Wallmeier: Herrschaft in den internationalen Beziehungen. Springer VS, Wiesbaden 2017, ISBN 978-3-658-16095-1.
- Mit Mathias Albert und Gunther Hellmann: Ordnung und Regieren in der Weltgesellschaft. Springer VS, Wiesbaden 2018, ISBN 978-3-658-19779-7.
- Mit Christopher Daase und Julian Junk: Gesellschaft extrem. Was wir über Radikalisierung wissen. Campus, Frankfurt am Main 2019, ISBN 978-3-593-51023-1
- Mit Frank Bösch und Stefan Kroll: Handbuch Krisenforschung. Springer VS, Wiesbaden 2020, ISBN 978-3-658-28570-8.